# Tōei (Aichi)
Tōei (東栄町, Tōei-chō) est un bourg du district de Kitashitara, dans la préfecture d'Aichi, au Japon.

## Géographie

### Démographie
Au 1er janvier 2014, la population de Tōei s'élevait à 3 476 habitants répartis sur une superficie de 123,40 km2.

## Économie
Tōei est le seul endroit au Japon où l'on extrait de la séricite, un minéral essentiel à la fabrication des cosmétiques. Cette industrie y a débuté après la fin de la Seconde Guerre mondiale.